# Тунель через Берингову протоку
65°47′ пн. ш. 169°01′ зх. д. / 65.783° пн. ш. 169.017° зх. д.

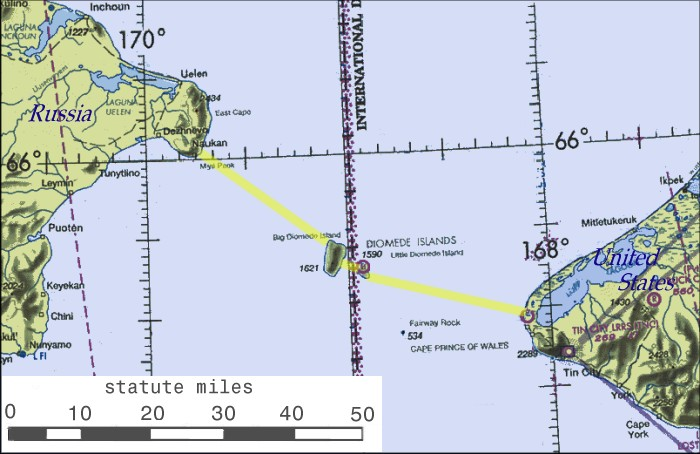
Можливий маршрут Інтерконтинентального Мосту через Берингову протоку

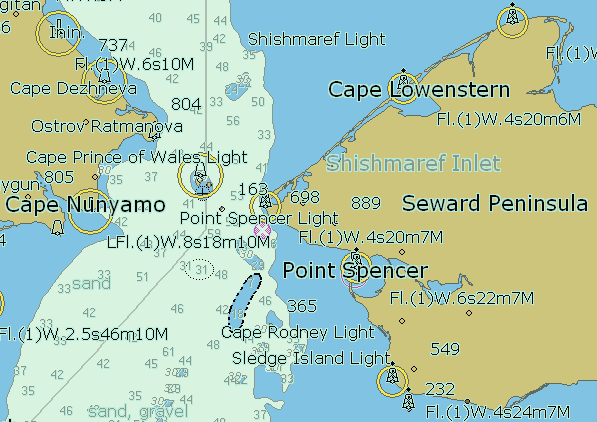
Мапа Берингової протоки, глибини в метрах

Тунель через Берингову протоку або Міст через Берингову протоку — проекти з'єднання Євразії і Північної Америки (Чукотки і Аляски) залізничним тунелем або залізничним мостом під/над Беринговою протокою.

## Полеміка навколо проекту

### Технічна критика проекту мосту
Маршрут прямуючи південніше від Північного полярного кола, зазнає негаразди погоди взимку (яка тут триває близько 10 місяців) — середня зимова температура нижче −20°C інколи падає до −50°C. Обслуговування будь-якого руху на поверхні було б вельми важким і мало часті закриття. Льодохід щороку вельми потужний і знищив би бики нормального мосту. Особливу увагу варто надати хвилерізам та бикам на рівні океану задля довгоріччя споруди. Міст Конфедерації між Островом Принца Едварда і Нью-Брансвік має ті ж проблеми, але в меншому масштабі.
Сполученні Штати і Канада, також як і 60 % світу використовують стандартну ширину колії (4 фута, 8.5 дюймів (1435 мм)), тоді як Росія має Російську ширину колії (5 футів (1520 мм)), довелось би змінювати ширину колії. Суміщена ширина колії була запропонована, на кшталт Австралії, чия залізниця має декілька різних шаблонів ширини колії. Найдешевші рішення — зміна ширини колії або заміна возика.

### Технічна критика проекту тунелю
Критики проекту стверджують, що проект перевищує сучасні технічні можливості. Відстань між берегами протоки в найвужчій точці занадто велика (86 км).
Прибічники проекту приводять такі аргументи:
- Відстань до острова Ратманова набагато менша, ніж довжина найдовшого у світі (53,9 км) тунелю Сейкан, що з'єднує японські острови Хонсю і Хоккайдо.

- Публічно оголошений проект будівництва 180-кілометрового підводного тунелю, що з'єднує Японію і Південну Корею, дає обґрунтування будівництва 90—100 км тунелю під Беринговою протокою, тим паче за ступенем сейсмічної безпеки і необхідної глибини закладання проект тунелю між Євразією і Америкою є простішим.

### Економічна критика
Стверджується, що кошторис на добудову Євразійського плеча залізниці від Чукотки до Транссибу вельми дорогий і ніколи не окупиться (добудова відсутніх ділянок залізниці по території США і Канади виглядає менш затратною, але також досить дорогою). Найближча залізнична станція в Америці Фербенкс або Джексон, яка належить до Канадської Національної Залізниці. В Росії на час будівництва мосту/тунелю буде споруджено вокзал в Якутську. Найменша проблема буде — куди тягти гілку по Америці до Фербенкса або до Джексона..
Другою важливою проблемою є не завантаженість Транссибу й БАМу, невелика конкурентноздатність залізниці по зрівнянню з морськими шляхами. Але цю проблему можливо вирішити після комерціалізації РЖД та створення наскрізного сполучення з Південною Кореєю.

## Альтернативи
Пропонуються такі альтернативи мосту/тунелю через Берингову протоку:
- Авто/залізничний пором в літні місяці потребує наявності спеціальних поромів здатних протидіяти кризі й криголамів цілорічно.
- Занурена труба.
- Дамба Святого Лаврентія.